# Jonthodina sculptilis
Jonthodina sculptilis là một loài bọ cánh cứng trong họ Cerambycidae.